# Luigi Valli

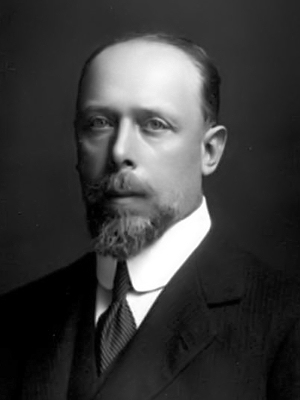
Luigi Valli

Luigi Valli (* 1878 in Rom; † 1931 ebenda) war ein italienischer Literaturkritiker und Dozent. Der Schüler und enge Freund von Giovanni Pascoli war ein Experte für die Werke Dante Alighieris.

## Werke
- Il linguaggio segreto di Dante e dei "Fedeli d’Amore", Rom 1928.
- La chiave della divina commedia. Zanichelli, Bologna 1925.
- Il segreto della Croce e dell’Aquila, nella Divina commedia, Bologna 1922.
- L'allegoria di Dante secondo Giovanni Pascoli, Bologna 1922.